# Князево (Кирилловский район)
Князево — деревня в Кирилловском районе Вологодской области.
Входит в состав Коварзинского сельского поселения, с точки зрения административно-территориального деления — в Коварзинский сельсовет.
Расстояние по автодороге до районного центра Кириллова — 47 км, до центра муниципального образования Коварзино — 11 км. Ближайшие населённые пункты — Русаниха, Заболотье, Алферовская, Молоди, Максимовская, Аксеновская.
По переписи 2002 года население — 5 человек.